# Laura Redondo
Laura Redondo Mora (* 3. Juli 1988 in Barcelona) ist eine spanische Leichtathletin, die sich auf den Hammerwurf spezialisiert hat und Inhaberin des Landesrekordes in dieser Disziplin ist.

## Sportliche Laufbahn
Erste Erfahrungen bei internationalen Meisterschaften sammelte Laura Redondo im Jahr 2007, als sie bei den Junioreneuropameisterschaften in Hengelo mit einer Weite von 52,58 m den 13. Platz im Hammerwurf belegte. 2009 erreichte sie bei den U23-Europameisterschaften in Kaunas mit 58,14 m Rang neun und im Jahr darauf wurde sie bei den Ibero-Amerikanischen Meisterschaften in San Fernando mit 63,38 m Vierte. 2012 startete sie bei den Europameisterschaften in Helsinki, schied dort aber ohne einen gültigen Versuch in der Qualifikation aus. Nach mehreren wenig erfolgreichen Jahren qualifizierte sie sich 2015 für die Weltmeisterschaften in Peking, verpasste dort aber mit 63,86 m den Finaleinzug. Im Jahr darauf kam sie auch bei den Europameisterschaften in Amsterdam mit 65,23 m nicht über die Vorrunde hinaus und 2018 wurde sie bei den Mittelmeerspielen in Tarragona mit 63,89 m Fünfte. 2021 stellte sie in La Nucia mit 70,66 m einen neuen spanischen Landesrekord auf und qualifizierte sich über die Weltrangliste für die Olympischen Spiele in Tokio, bei denen sie mit 62,42 m aber den Finaleinzug verpasste.
2022 siegte sie mit 68,68 m bei den Ibero-Amerikanischen Meisterschaften in La Nucia und anschließend gewann sie auch bei den Mittelmeerspielen in Oran mit 69,97 m die Goldmedaille. Im Juli startete sie bei den Weltmeisterschaften in Eugene, verpasste dort aber mit 68,67 m den Finaleinzug. Daraufhin schied sie auch bei den Europameisterschaften in München mit 67,62 m in der Qualifikationsrunde aus. Im Jahr darauf wurde sie bei der 1. Liga der Team-Europameisterschaft im Rahmen der Europaspiele in Chorzów mit 67,05 m Achte und verpasste bei den Weltmeisterschaften in Budapest mit 66,95 m den Finaleinzug.
In den Jahren 2015 und von 2020 bis 2023 wurde Redondo spanische Meisterin im Hammerwurf.